# Jim Pollard
James Clifford Pollard (* 9. Juli 1922 in Oakland, Kalifornien; † 22. Januar 1993 in Stockton, Kalifornien), genannt The Kangaroo Kid, war ein US-amerikanischer Basketballspieler zwischen 1947 und 1955. Pollard war 1,93 m groß und spielte auf der Position des Small Forward. Seinen Spitznamen verdankte er seiner außergewöhnlichen Sprungkraft: Es hieß, er könne einen Vierteldollar auf der Oberkante des Backboards ablegen.

## Laufbahn
Seine herausragende College-Karriere an der Stanford University, mit der er 1942 die NCAA Division I Basketball Championship gewann, musste er aufgrund des Zweiten Weltkrieges unterbrechen, da er zur US-Küstenwache eingezogen wurde, die in Kriegszeiten dem sogenannten „Verteidigungsministerium“, der US Navy, untersteht. Er diente am pazifischen Kriegsschauplatz mit Charlie „Dutch“ Hoefer. Beide spielten im selben Team Dienstbasketball. Nach dem Krieg spielte Pollard zunächst für die Amateur-Athletic-Union-Teams der San Diego Dons (1945/46) und der Oakland Bittners (1946/47), bevor er 1947 zu den Lakers wechselte. An der Seite von George Mikan gewann Pollard sechs Meisterschaften für das Team der Minneapolis Lakers in der National Basketball League (1948), der Basketball Association of America (1949) und der National Basketball Association (1950, 1952–1954). Während seiner Zeit bei den Lakers graduierte er 1954 an der University of Minnesota. Er beendete seine Profikarriere 1955 mit 6.522 erzielten Punkten in 497 Spielen. Er wurde in seiner Laufbahn viermal in die NBA-Auswahl und einmal in die NBL-Auswahl (First Team) sowie viermal in ein All-Star-Team gewählt.
Nach seiner aktiven Laufbahn arbeitete Pollard als Coach im College-Basketball und im professionellen Basketball der NBA und der American Basketball Association (ABA). Er wurde 1978 in die Naismith Memorial Basketball Hall of Fame als Spieler aufgenommen und 2006 mit ihrer Eröffnung in die College-Basketball Hall of Fame.